# Rıza Kayaalp
Riza Kayaalp (Yozgat, 1989. október 10. –) török kötöttfogású birkózó. Négyszeres világbajnok, nyolcszoros Európa-bajnok kötöttfogású birkózó. A 2012. évi nyári olimpiai játékokon bronzérmet, a 2016. évi nyári olimpiai játékokon ezüstérmet szerzett 120, illetve 130 kg-ban.

## Sportpályafutása
A 2019-es birkózó-világbajnokságon a 130 kg-osok súlycsoportjában megrendezett döntő során a kubai Oscar Pino Hinds volt ellenfele, akit 3–1-re legyőzött.